# غل خاتون
غل خاتون (بالفارسية: گل خاتون) هي قرية تقع في قسم تشناران الريفي (مقاطعة تشناران) في إيران. يقدر عدد سكانها بـ 101 نسمة بحسب إحصاء 2016.